# Aracena
Aracena is een gemeente in de Spaanse provincie Huelva in de regio Andalusië met een oppervlakte van 184 km². In 2007 telde Aracena 7351 inwoners.

## Demografische ontwikkeling
Bron: INE, 1857-2011: volkstellingen

## Geboren te Aracena
- Rodrigo de Ceballos (1525-1591), componist
- José Noja (1938 -2023),  beeldhouwer.

## Galerij

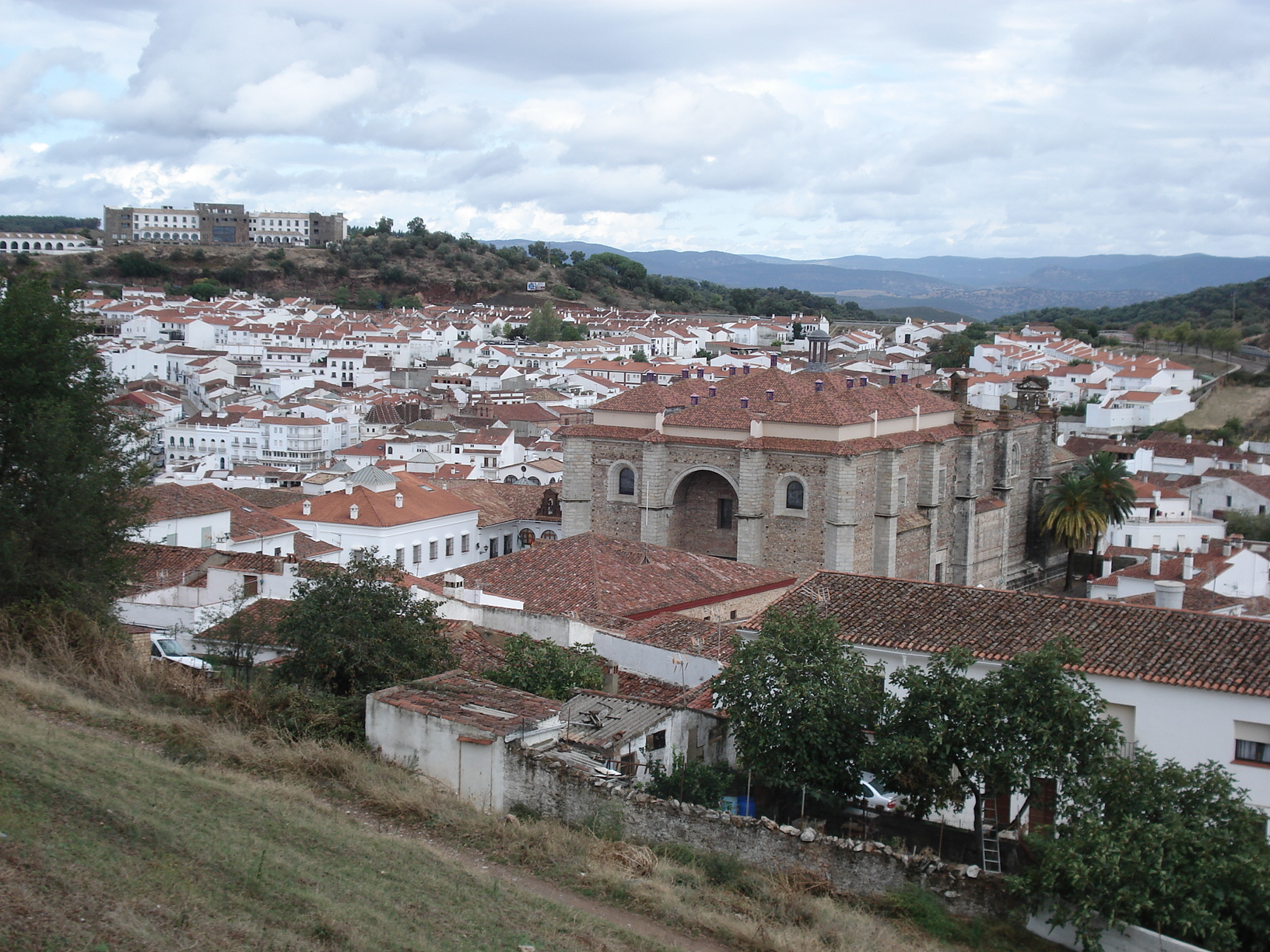
panorama
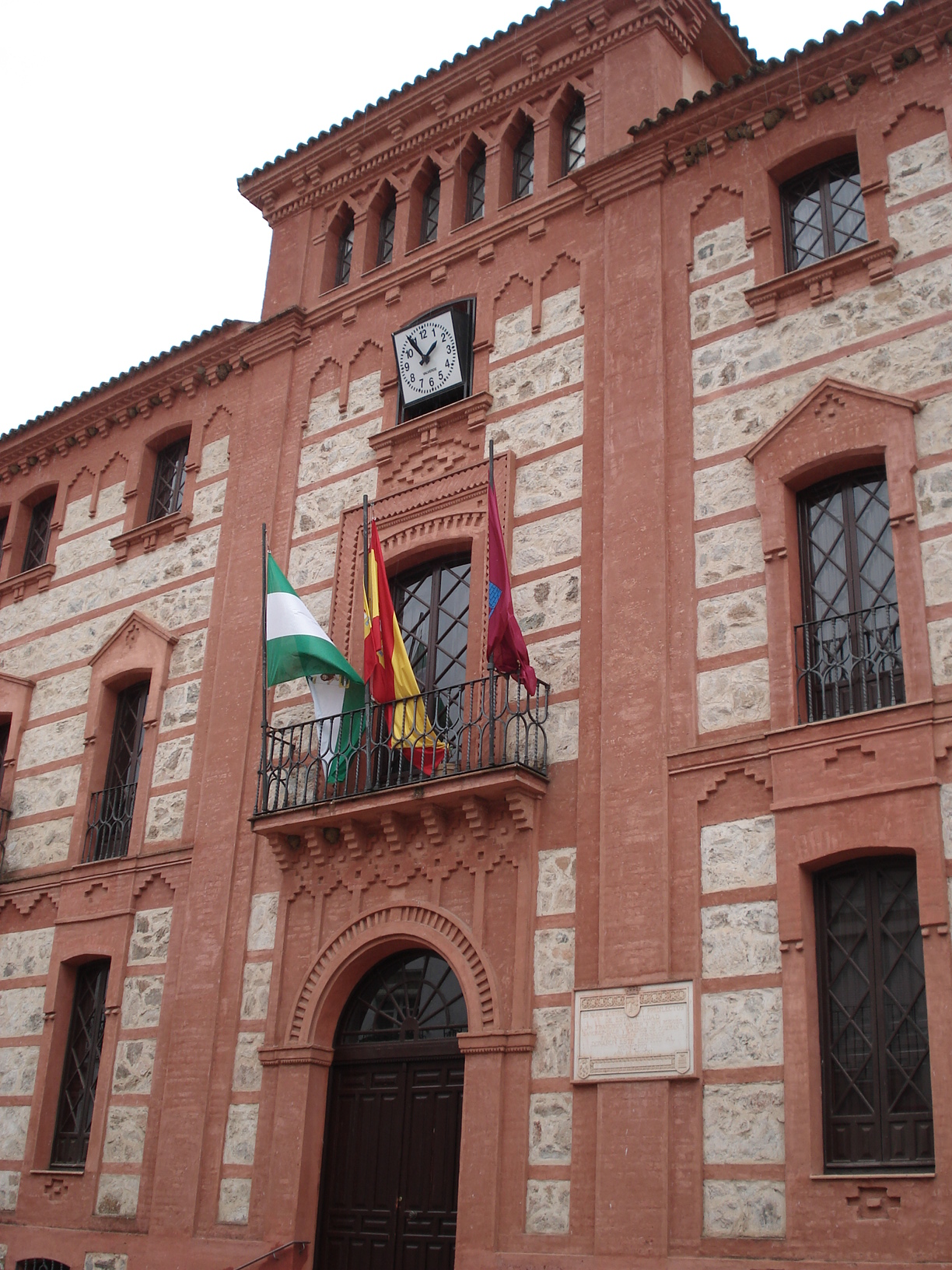
Gemeentehuis
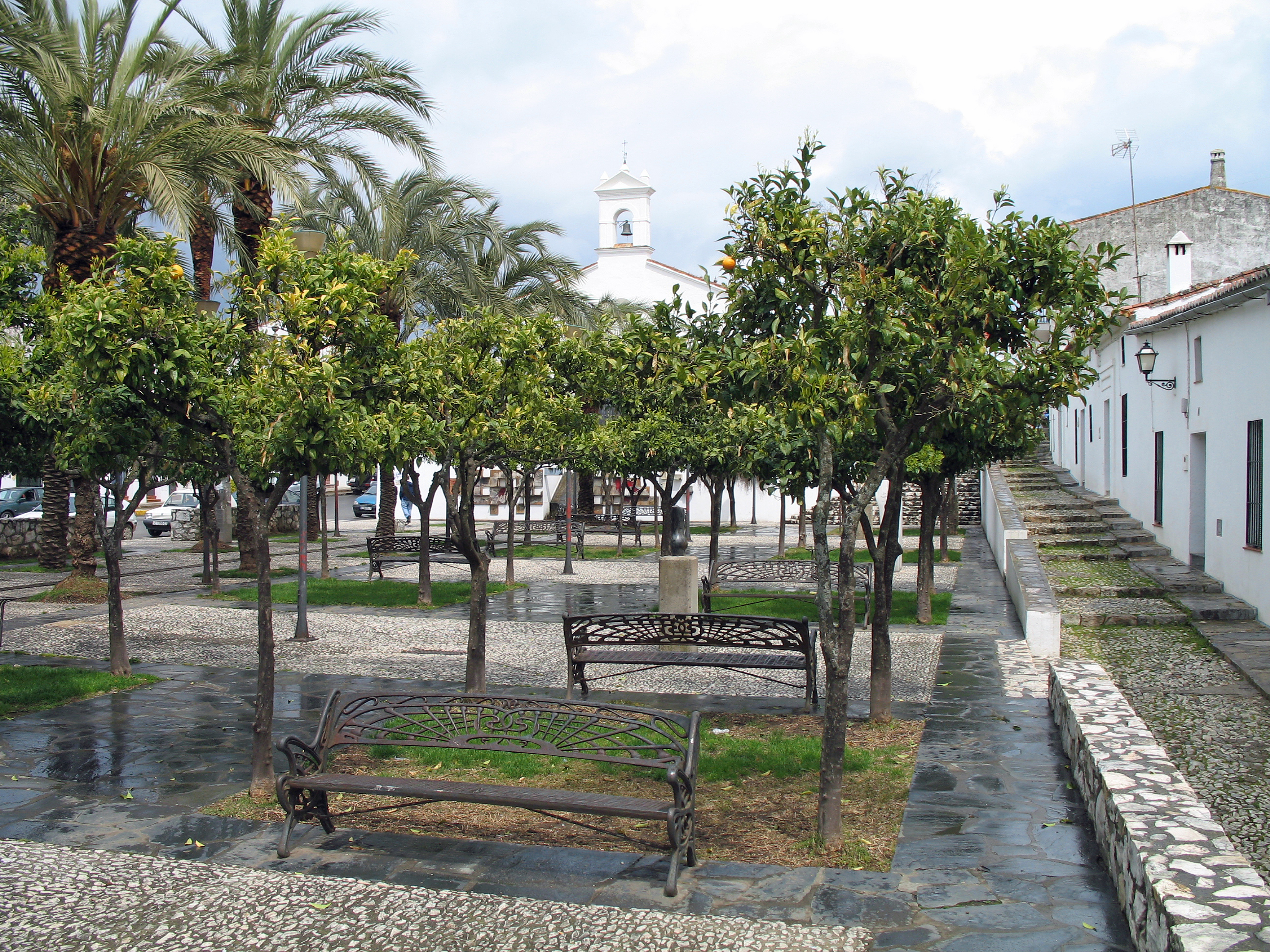
Plaza de San Pedro
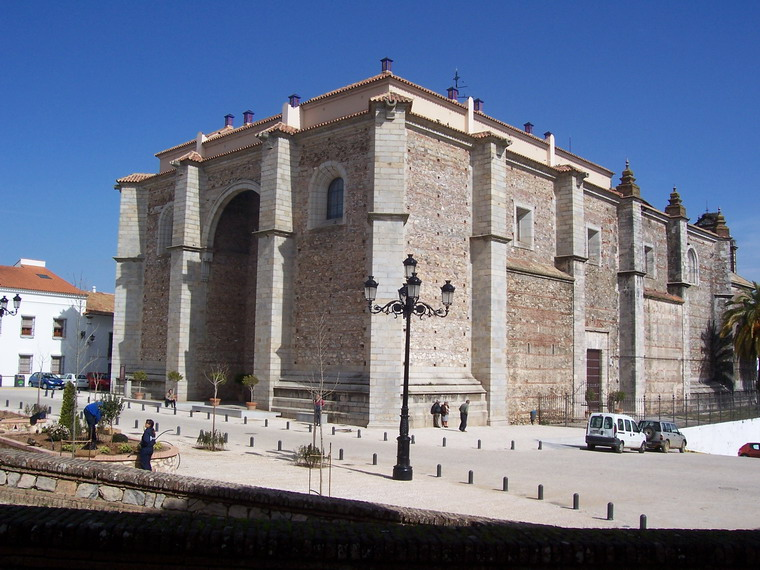
O.-L.-Vrouw-hemelvaartkerk (Iglesia de Nuestra Señora de Asuncion)
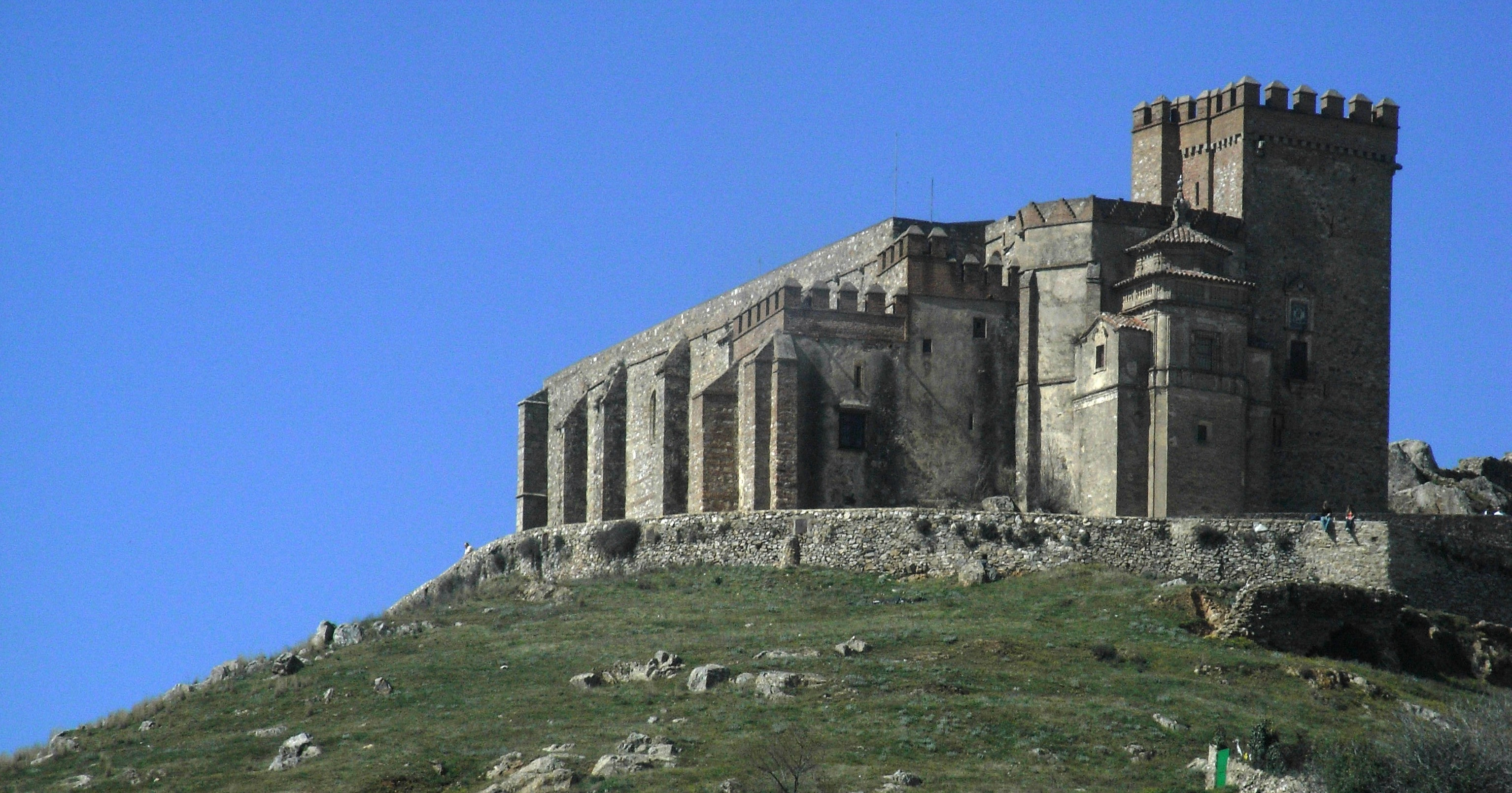
De burcht van Aracena (castillo)
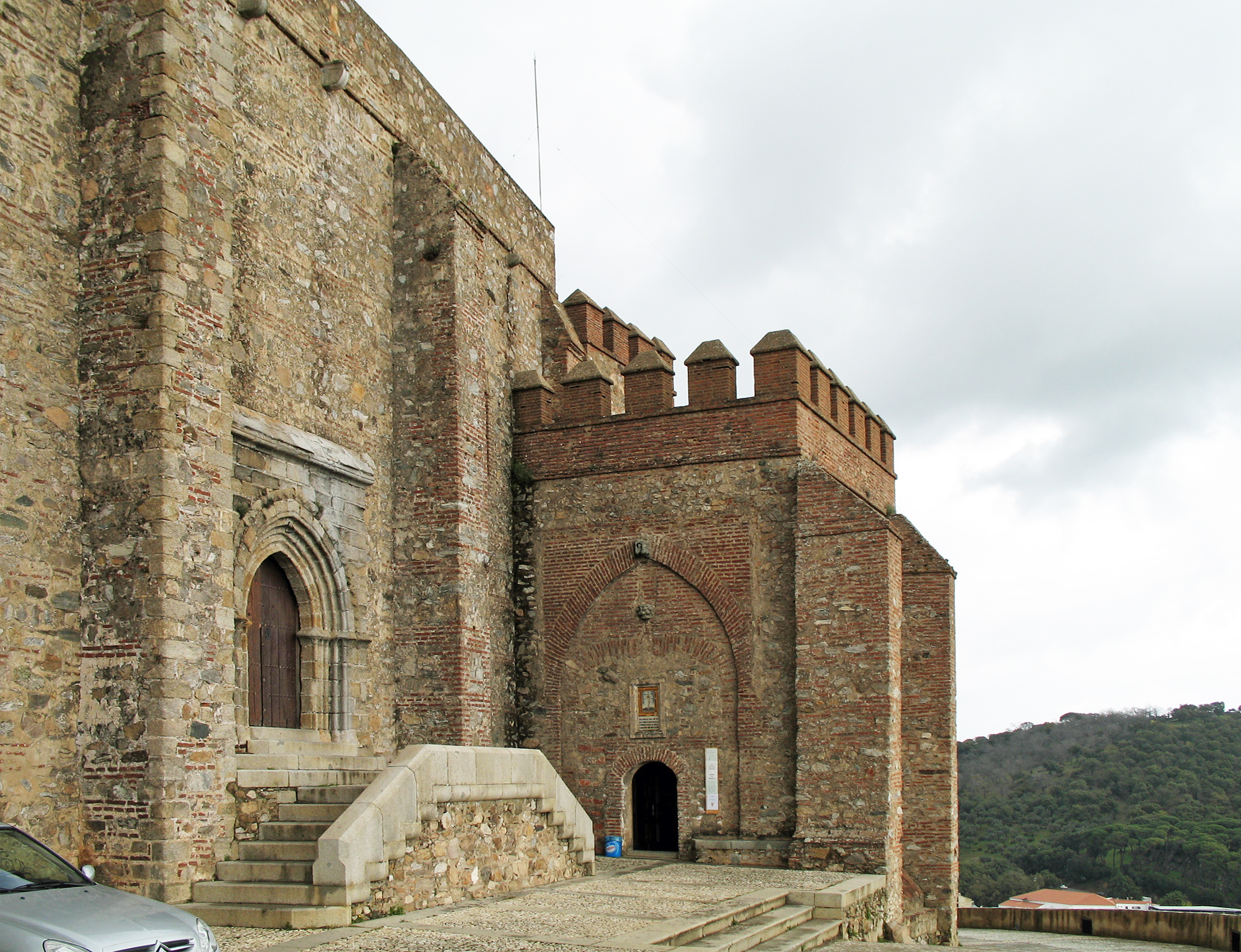
Ingang van de burchtkerk Nuestra Señora de los Dolores
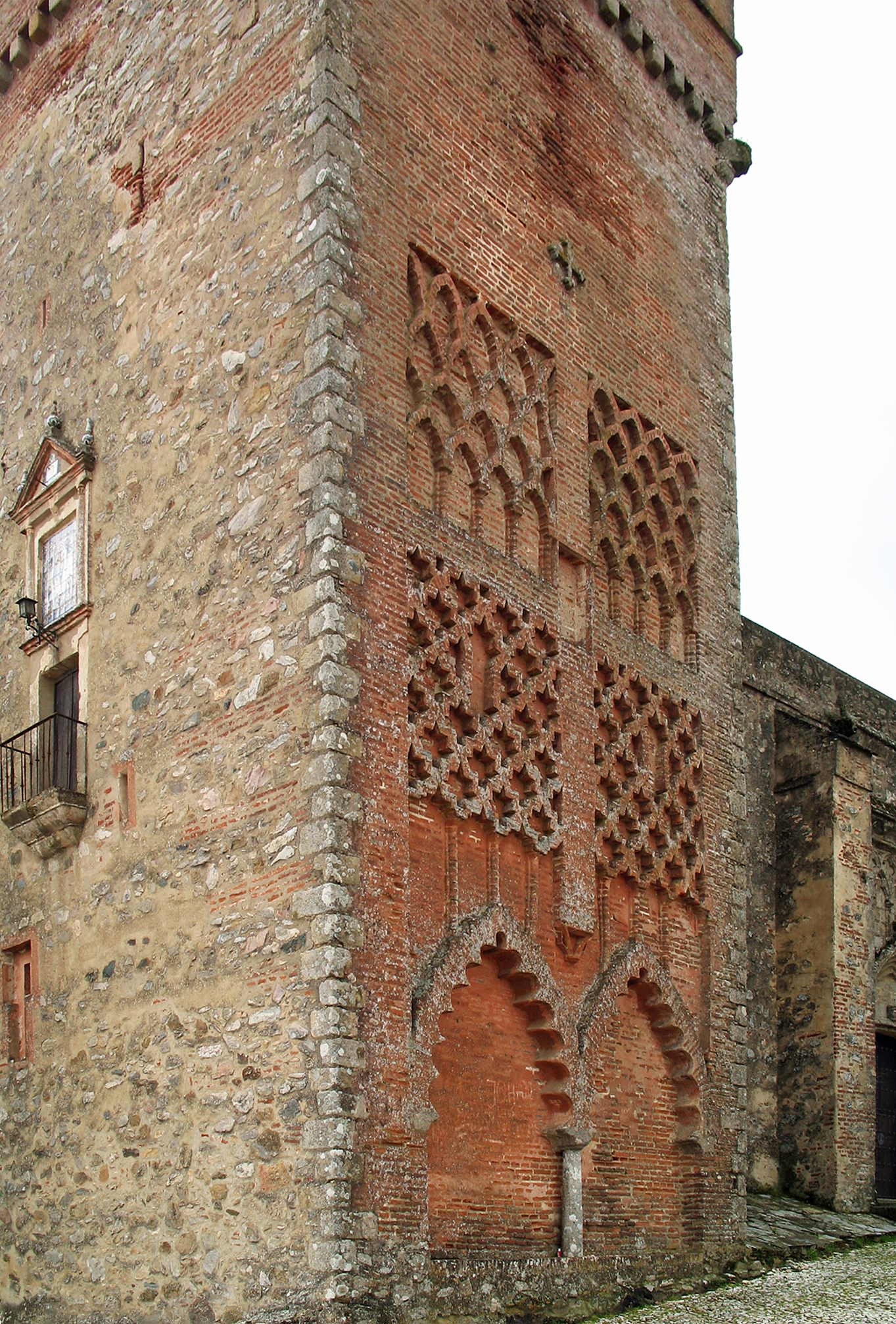
Toren van de burchtkerk in mudejarstijl
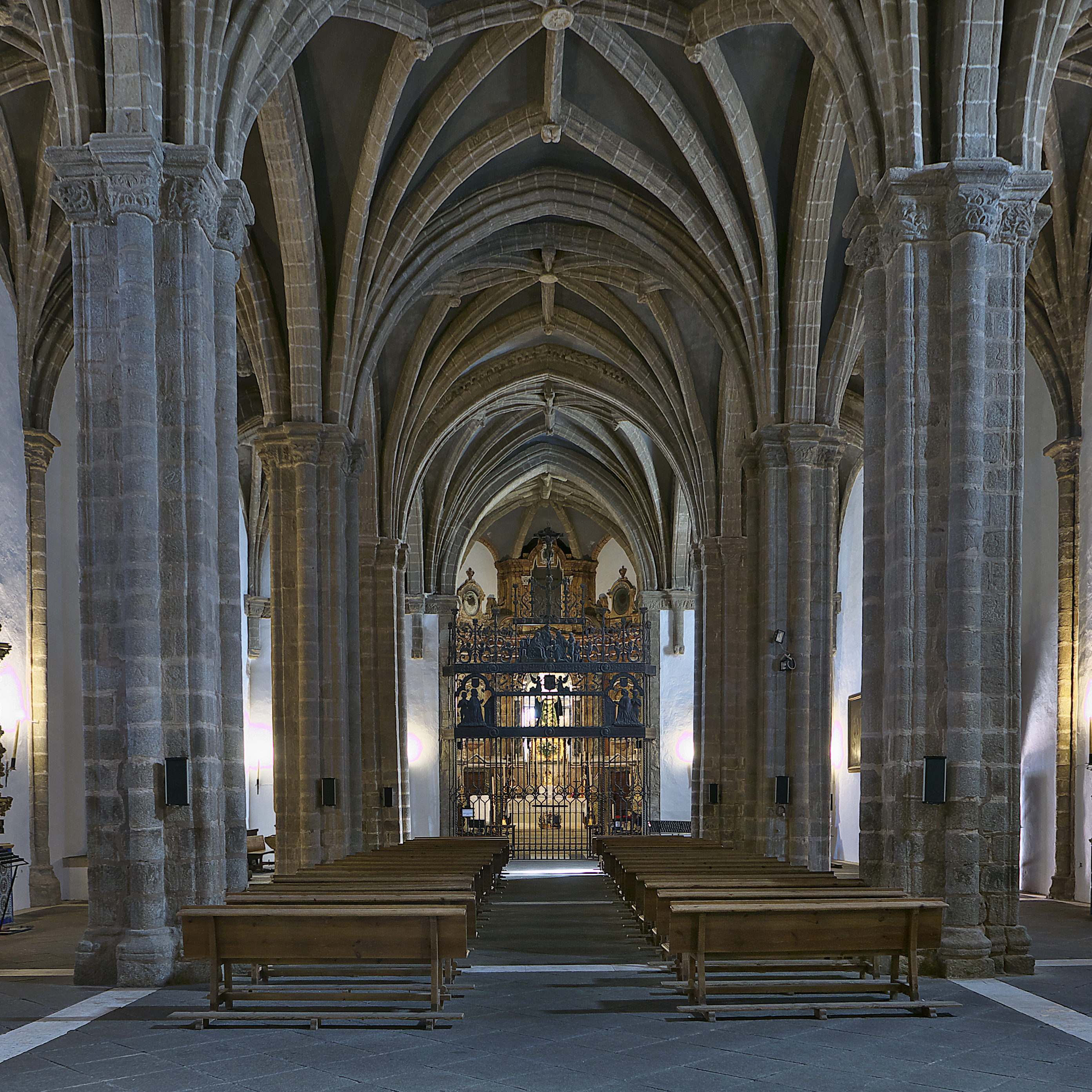
Interieur van de burchtkerk
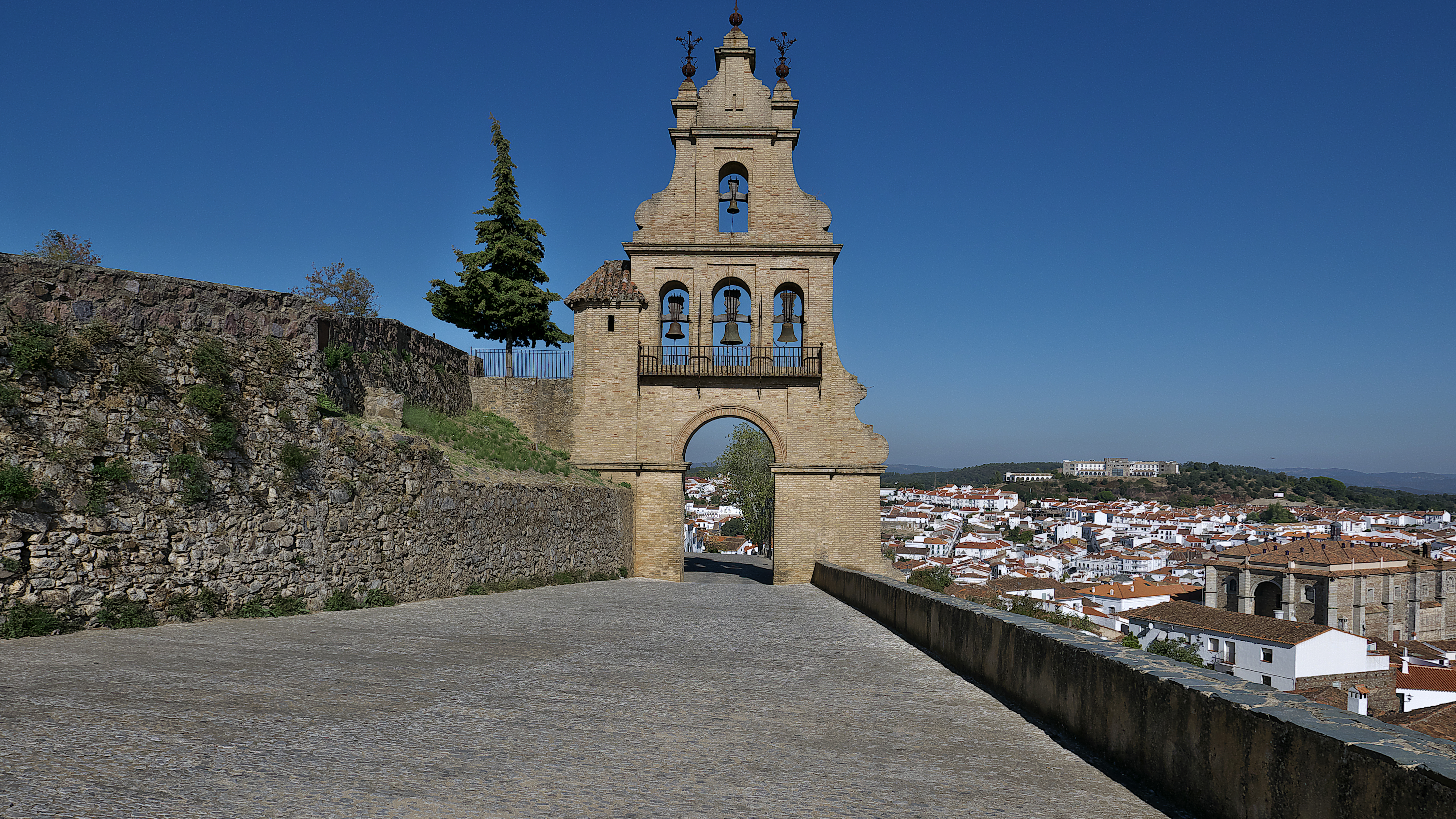
Klokkenmuur aan de voet van de burchtkerk